# Piotr Wlazło
Piotr Wlazło (ur. 3 czerwca 1989 w Radomiu) – polski piłkarz grający na pozycji pomocnika w Stali Mielec.

## Kariera
Jest wychowankiem Radomiaka Radom. W pierwszej drużynie tego klubu zadebiutował 16 czerwca 2007 w przegranym 0:1 spotkaniu ze Zniczem Pruszków. Przed sezonem 2009/2010 podpisał pięcioletni kontrakt z Widzewem Łódź, jednakże w rundzie jesiennej tego sezonu był w ramach wypożyczenia zawodnikiem Radomiaka. W lipcu 2011 został wypożyczony do Radomiaka, a w styczniu 2012 został przez ten klub wykupiony.
W czerwcu 2013 opuścił klub, a w lipcu tegoż roku podpisał dwuletni kontrakt z Wisłą Płock. W sezonie 2015/2016 wywalczył z tym klubem awans do Ekstraklasy. Na najwyższym poziomie ligowym zadebiutował 15 lipca 2016 w wygranym 2:1 meczu z Lechią Gdańsk, wchodząc w 73. minucie za Arkadiusza Recę. 10 grudnia w wygranym 4:3 spotkaniu z Ruchem Chorzów zdobył hat tricka, strzelając tym samym swoje pierwsze gole w Ekstraklasie. Zwycięski gol został strzelony z 52 metrów. 
W sierpniu 2017 Wlazło został przetransferowany do Jagiellonii Białystok na okres trzech lat. Zadebiutował w tym klubie 26 sierpnia 2017 w przegranym 0:1 meczu z Piastem Gliwice, a pierwszego gola strzelił 9 września 2017 w zremisowanym 1:1 spotkaniu z Cracovią.
W październiku 2018 przeszedł do Bruk-Bet Termaliki Nieciecza, gdzie zagrał po raz pierwszy 19 października w wygranym 1:3 meczu z Garbarnią Kraków, podczas którego w 88. minucie strzelił bramkę z rzutu karnego.
W czerwcu 2022 ogłoszono jego angaż w Stali Mielec, gdzie zadebiutował 16 lipca w wygranym 0:2 meczu z Lechem Poznań, w którym strzelił również swoją pierwszą bramkę dla Stali.